# Karipsko more
Karipsko more je jugoistočni dio Američkog sredozemnog mora odvojeno od Atlantskog oceana otočjem Karibi koji se proteže u luku od meksičkog zaljeva pa gotovo do Venezuele.
Karipsko more, duboko do 7680 m, kao i karipski otoci dobili su ime po Karibima, narodu koji su španjolski osvajači po svom dolasku zatekli na Malim Antilima. Kada je Kolumbo došao na Karibe mislio je da je doplovio u Indiju, a kako je plovio na zapad nazvao je to područje Zapadna Indija (eng. West Indies).

## Stanovništvo
Stanovnici Kariba su šarena mješavina naroda kojih ima oko 35 milijuna. Pored Španjolaca, na različitim karipskim otocima žive i Kreoli, Mulati i Indijci. Turistički vodiči u Dominikanskoj Republici znaju reći, da ne postoji neki narod na Zemlji koji kod njih nije ostavio svoj genetski otisak. Glavni jezici Kariba su španjolski i engleski. Pored toga, na Hispanioli u državi Haiti se govori francuski, a uz to i različiti kreolski jezici. Govori se i nizozemski.

## Geologija
Najveći dio Karipskog mora koje u Kajmanskom jarku doseže dubinu od 7.680 m nalazi se na Karipskoj ploči, samo sjeverozapadni dio, koji je s druge strane Kajmanskog jarka, leži na Sjevernoameričkoj ploči.

## Povijest Kariba
Naseljavanje ovog područja je počelo negdje tijekom prvog tisućljeća prije Krista. Arawak indijanci su iz današnje Venecuele prvo stigli na Trinidad da bi zatim od njega krenuli u naseljavanje otoka za otokom. Oko 1500 godina kasnije, njihov su put slijedili ratnički narod Kariba. Kako Arawak indijanci nisu bili ratnici, Karibi su ih uspjeli potisnuti, tako da su u vrijeme dolaska bijelaca Arawak naseljavali još samo Kubu, Hispaniolu i Bahame dok su na svim ostalim otocima živjeli Karibi.

### Otkrivači i naseljenici
Kad se Kolumbo, po nalogu španjolske krune, 1492. iskrcao na San Salvadoru, bio je prije svega u potrazi za zlatom i drugim bogatstvima. Međutim, narod Arawaka nije polagao baš nikakvu pažnju onome, što su Europljani smatrali bogatstvom. Tako su Karibi bili, doduše, naseljeni, ali su kokvistadori ubrzo prešli na američki kontinent. Uskoro su Karibe počeli naseljavati i Englezi, Nizozemci i Francuzi; čak su Danska i Kurlandija imali nekoliko kolonija.
U 17. i 18. stoljeću Karibi su bili prizorište piratstva i gusarenja. Mali otoci s brojnim uvalama pružali su izvrsne mogućnosti raznim piratima, ali i gusarima koji su po nalogu pojedinih kraljeva napadali i pljačkali brodove suparničkih nacija, za postavljanje zasjeda i napade na pretežno španjolske brodove s blagom. Engleski grad Port Royal na Jamajci kao i francusko naselje na Tortugi su bili prava gusarska gnijezda.

### Nezavisnost
Većina otoka postala su nezavisna sredinom 20. stoljeća.

### Intervencije SAD-a na Karibima i u Srednjoj Americi
- Nikaragva: 1833., 1854. – 57., 1896., 1909. – 10., 1912. – 25., 1926. – 33.
- Meksiko: 1845. – 48., 1914., 1916. – 17.
- Honduras: 1896., 1905., 1907., 1911., 1917., 1919., 1924. – 29.
- Kuba: 1898., 1901. – 03., 1906. – 09., 1912., 1917. – 19., 1921. – 23., 1933., 1961.
- Panama: 1903., 1908., 1912., 1917. – 18., 1921., 1989.
- Dominikanska republika: 1904., 1914., 1916. – 24., 1965. – 66.
- Haiti: 1915. – 35., 1944., 1994.
- Kostarika: 1919.
- Gvatemala: 1920., 1954.
- Grenada: 1983.

## Države koje graniče s Karipskim morem
- Belize
- Kostarika
- Gvatemala
- Honduras
- Kolumbija
- Meksiko
- Nikaragva
- Panama
- SAD
- Venezuela

## Otočne grupe u Atlantiku koje se također smatraju Karibima
- Bahami
- Otoci Turks i Caicos